# ノーラン・シャヌエル
- ノーラン・シャニュエル[1]

ノーラン・ライアン・シャヌエル（Nolan Ryan Schanuel, 2002年2月14日 - ）は、アメリカ合衆国フロリダ州ボカラトン出身のプロ野球選手（一塁手）。右投左打。MLBのロサンゼルス・エンゼルス所属。
ロサンゼルス・エンゼルスの球団記録であるメジャーデビューから10試合連続安打の記録保持者。

## 経歴

### プロ入り前
プロ入り前はフロリダ・アトランティック大学でプレー。2023年のシーズンでは59試合に出場し、打率.447、19本塁打、64打点を記録した。

### プロ入りとエンゼルス時代
2023年のMLBドラフト1巡目（全体11位）でロサンゼルス・エンゼルスから指名されプロ入り。フロリダ・アトランティック大学出身の選手としては最高順位であり、同大学初の1巡目指名となった。契約金は約525万ドル。傘下のルーキー級アリゾナ・コンプレックスリーグ・エンゼルスでプロデビューした後に、A級インランド・エンパイア・66ers、AA級ロケットシティ・トラッシュパンダズへ昇格した。ルーキー級からAA級までの合計21試合で打率.370、1本塁打、15打点、2盗塁、OPS1.003を記録。8月19日にプロ入りからわずか1ヶ月でメジャー昇格を果たし、同日に「1番・一塁手」で先発出場を果たした。マイナー経験が21試合でのメジャー昇格は2003年以降ではリッキー・ウィークスと並んで最速であり、ドラフト選手が同年にメジャーデビューするのは過去20年間でシャヌエルが11人目となった。昇格当日の試合では、第一打席は三振に終わったが第四打席にメジャー初安打を放った。同月30日、フィラデルフィア・フィリーズ戦の1回第1打席にて右前打を放ち、2001年にデビッド・エクスタインが記録したデビューから9試合連続安打の球団記録に並んだ。翌31日、9回第5打席にて右前打を放ち、球団新記録となるデビューから10試合連続安打を達成した。続く11試合目で連続安打は途絶えたものの連続出塁はそのまま継続し、10月1日のオークランド・アスレチックス戦にてデビューから29試合連続出塁を達成、1996年にダリン・アースタッドが記録したデビューから15試合連続出塁の球団記録を大きく塗り替え、イーノス・スローター（1939年）と並んでメジャー歴代3位タイとなった。2023年はメジャーで29試合に出場し、打率.275、1本塁打、6打点、20四球、出塁率.402を記録。11月にはMLB公式サイトが2024年シーズンの新人王候補を各球団から1人ずつ選出、エンゼルスからはシャヌエルが選ばれた。
2024年はシーズン開幕前にMLB公式サイト内のMLBパイプラインが発表するポジション別プロスペクト・ランキングにて、一塁手部門で3位にランクインした。

## 人物
2.0という優れた視力を持つ。

## 詳細情報

### 年度別打撃成績
| 年 度    | 球 団    | 試 合 | 打 席 | 打 数 | 得 点 | 安 打 | 二 塁 打 | 三 塁 打 | 本 塁 打 | 塁 打 | 打 点 | 盗 塁 | 盗 塁 死 | 犠 打 | 犠 飛 | 四 球 | 敬 遠 | 死 球 | 三 振 | 併 殺 打 | 打 率 | 出 塁 率 | 長 打 率 | O P S |
| -------- | -------- | ----- | ----- | ----- | ----- | ----- | -------- | -------- | -------- | ----- | ----- | ----- | -------- | ----- | ----- | ----- | ----- | ----- | ----- | -------- | ----- | -------- | -------- | ----- |
| 2023     | LAA      | 29    | 132   | 109   | 19    | 30    | 3        | 0        | 1        | 36    | 6     | 0     | 0        | 0     | 0     | 20    | 1     | 3     | 19    | 1        | .275  | .402     | .330     | .732  |
| 2024     | LAA      | 147   | 607   | 519   | 62    | 130   | 19       | 0        | 13       | 188   | 54    | 10    | 1        | 3     | 7     | 68    | 0     | 9     | 103   | 14       | .250  | .343     | .362     | .705  |
| MLB：2年 | MLB：2年 | 176   | 739   | 628   | 81    | 160   | 22       | 0        | 14       | 224   | 60    | 10    | 1        | 3     | 7     | 88    | 1     | 12    | 122   | 15       | .255  | .354     | .357     | .711  |

- 2024年度シーズン終了時

### 年度別守備成績
| 年 度 | 球 団 | 一塁（1B） | 一塁（1B） | 一塁（1B） | 一塁（1B） | 一塁（1B） | 一塁（1B） |
| 年 度 | 球 団 | 試 合      | 刺 殺      | 補 殺      | 失 策      | 併 殺      | 守 備 率   |
| ----- | ----- | ---------- | ---------- | ---------- | ---------- | ---------- | ---------- |
| 2023  | LAA   | 28         | 177        | 13         | 2          | 20         | .990       |
| 2024  | LAA   | 144        | 1018       | 76         | 7          | 127        | .994       |
| MLB   | MLB   | 172        | 1195       | 89         | 9          | 147        | .993       |

- 2024年度シーズン終了時

### 背番号
- 18（2023年 - ）